# Bai (volk)
De Bai zijn een volkerengroep in de Chinese provincie Yunnan. Er zijn ongeveer 1,8 miljoen Bais (1.858.063 zijn er geteld in 2000). Ze behoren tot de best geïntegreerde minderheden in China. Hun naam betekent wit en ze noemen zichzelf sprekers van de witte taal.

## Geschiedenis
Vijfhonderd jaar vormde hun hoofdstad Dali het machtscentrum van het koninkrijk Nan Chao, dat tot halverwege de 13e eeuw onafhankelijk bleef van de Chinese dynastieën. De geschiedenis van deze periode is goed gedocumenteerd, waar de Bais hun status als officieel erkende etnische groep aan te danken hebben.
De Bais leven langs de oevers van het Er Hai-meer, dat gebruikt wordt voor rijst- en koolzaadvelden. Vroeger waren voor de Bais de paarden het belangrijkste vervoermiddel. Ze stonden bekend als fokkers van kleine, maar sterke pony's. Pas na de aanleg van de Birmaweg in de jaren 30 van de twintigste eeuw begon dit af te nemen. Nog steeds zijn paarden echter geliefd, wat te zien is aan de jaarlijks georganiseerde populaire paardenmarkt.

## Cultuur

### Taal
Het geschatte aantal van de Bais die een variant van het Bai spreken bedraagt 1,240,000 (in 2003). De oorsprong van de taal is onduidelijk vanwege intensieve Chinese invloed gedurende een lange tijd. Verschillende geleerden hebben voorgesteld dat het een vroege afsplitsing of zustertaal van het Chinees is, of een afzonderlijke groep binnen de Sino-Tibetaanse taalfamilie.
Gedurende de Tang- en Song-Dynastieën, werd Bai geschreven met het Chinese schrift op een vergelijkbare manier als dat het Man'yōgana werd gebruikt voor het Japans. Een schriftsysteem gebaseerd op het Latijns schrift werd ontwikkeld in 1957.

### Religie
Het Benzhuïsme is de volksreligie van de Bai. De religie is polytheïstisch en is sterk beïnvloed door de van oorsprong Han-religie daoïsme. De religie omvat het aanbidden van vele goden die zowel in de hemel als in de natuur kunnen zijn.

### Lokale dans
|  |

Achang · Akha · Bai · Baima · Blang (Bulong) · Bonan · Buyi · Dai · Daur · De'ang · Dong · Dongxiang · Drung · Evenken · Gaoshan (Taiwanese aboriginals) · Gelao · Gin (Vietnamezen) · Han · Hani · Hlai (Li) · Hui · Jingpo · Jino · Kazachen · Kirgiezen · Koreanen · Lahu · Lhoba · Lisu · Mantsjoes · Maonan · Miao (Hmong) · Mongolen · Monpa (Menba) · Mulam (Mulao) · Nanai (Hezhe) · Naxi · Nu · Oeigoeren · Oezbeken · Oroqen · Pumi · Qiang · Russen · Salar · She · Sui · Tadzjieken · Tataren · Tibetanen (Zang) · Tu · Tujia · Wa (Va) · Yao · Yi · Yugur · Xibe · Zhuang